# Kościół Narodzenia Najświętszej Marii Panny w Woli Cyrusowej
Kościół Narodzenia Najświętszej Marii Panny w Woli Cyrusowej – kościół parafialny Kościoła Starokatolickiego Mariawitów zlokalizowany we wsi Wola Cyrusowa w województwie łódzkim (powiat brzeziński). Funkcjonuje przy nim parafia Narodzenia Najświętszej Maryi Panny należąca do diecezji śląsko-łódzkiej.

## Historia i architektura
Budowę świątyni ukończono w 1912 (lub 1906). Jest to obiekt trójnawowy w stylu neogotyckim.

## Galeria

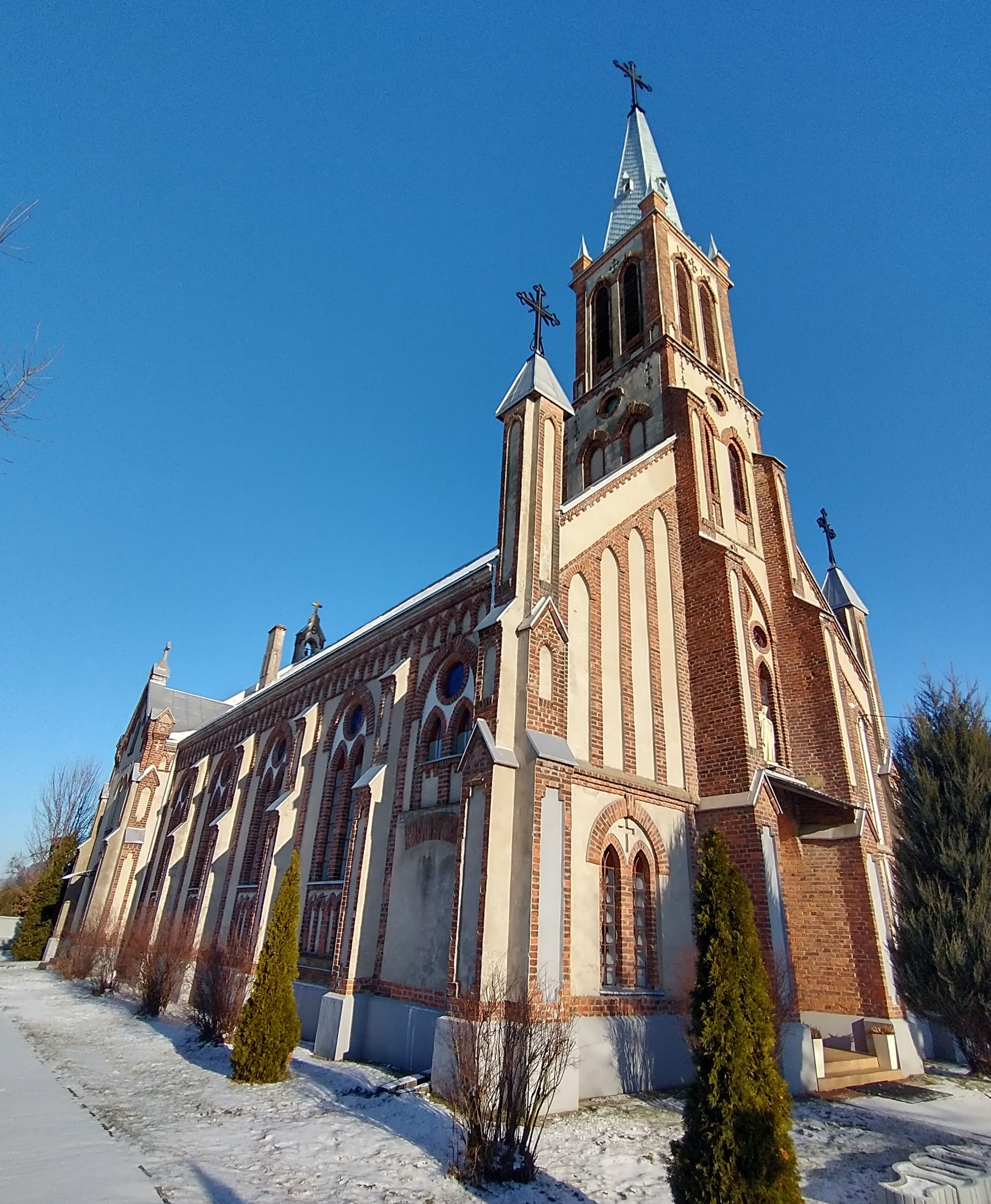
Widok ogólny
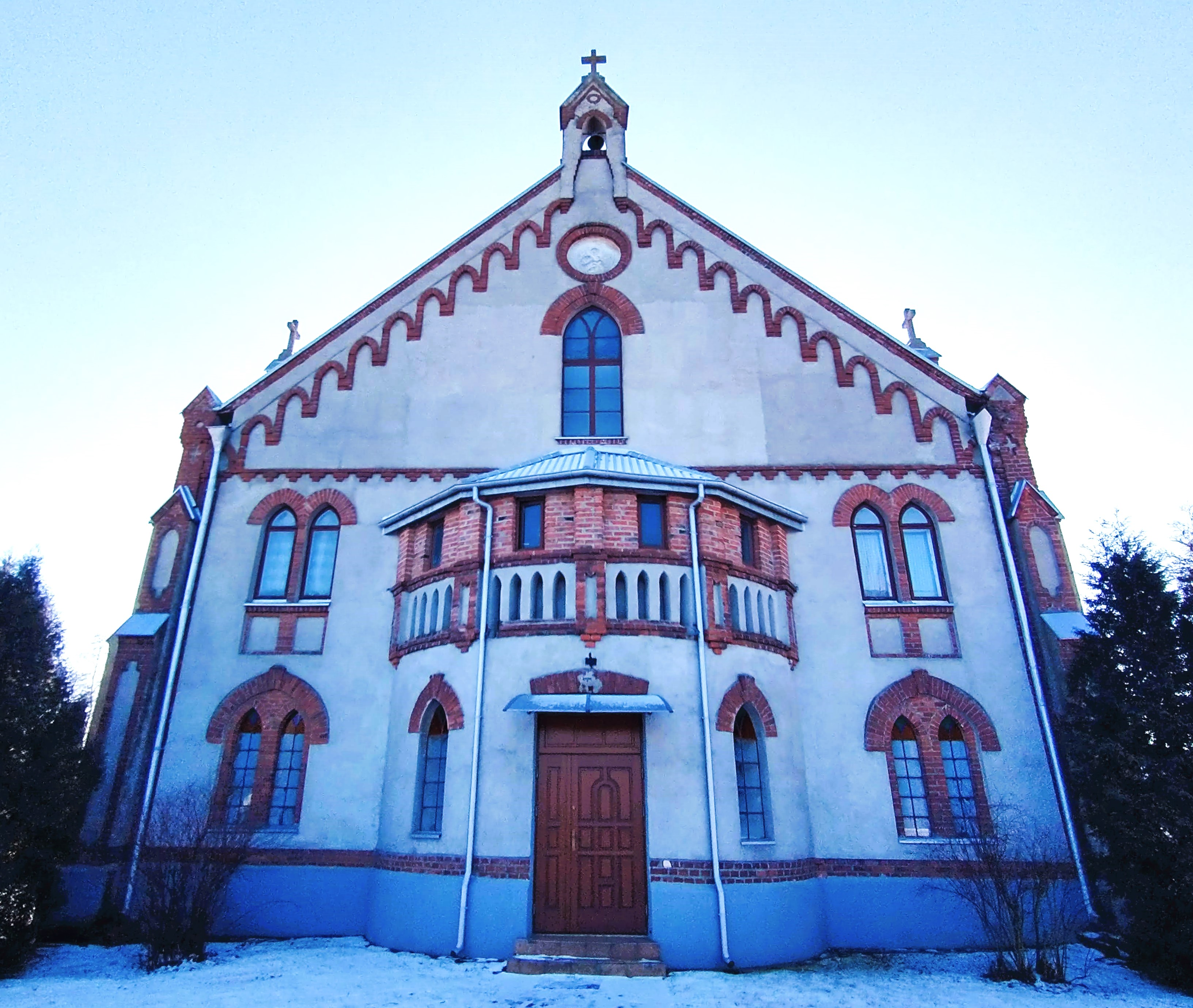
Elewacja tylna
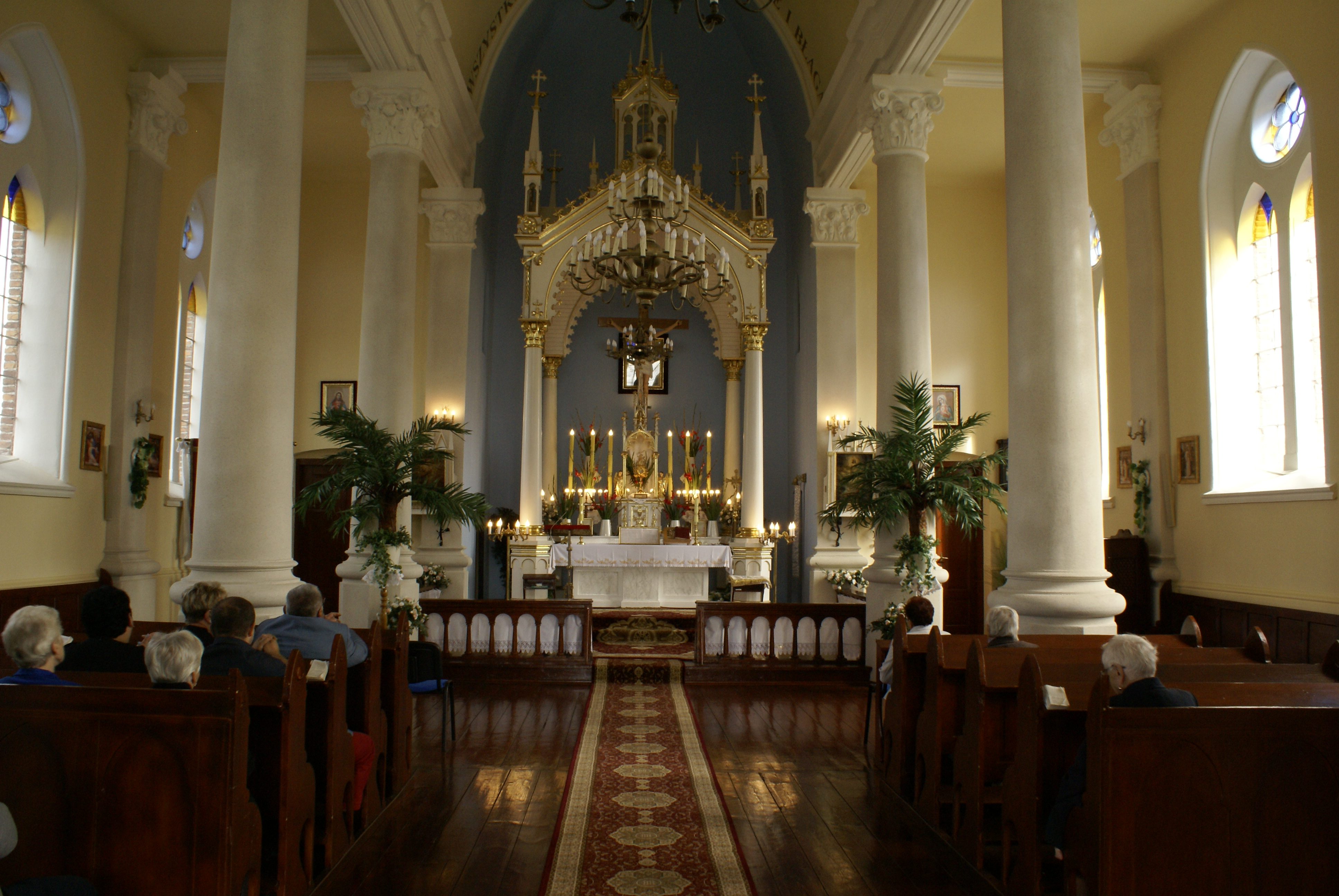
Wnętrze i ołtarz